# ليوبولد الخامس دوق النمسا
ليوبولد الخامس (1157 – 31 ديسمبر 1194) المعروف باسم ليوبولد الفاضل هو دوق النمسا منذ عام 1177 ودوق ستيريا منذ عام 1192 حتى وفاته عام 1194. ينتمي ليوبولد إلى أسرة بابنبرغ، وهو ابن هنري الثاني دوق النمسا من زوجته البيزنطية ثيودورا كومنيني ابنة أندرونيكوس كومنينوس الابن الثاني للإمبراطور يوحنا الثاني كومنين قام ليوبولد بسجن ملك انجلترا ريتشارد قلب الاسد قائد الحملة الصليبية الثالثة في طريق العودة لأوروبا غضبا على توقيعه معاهدة الرملة مع صلاح الدين الأيوبي عام 1192.